# Regel van Slater
De regel van Slater is een manier om de effectieve kernlading te berekenen van een atoom. De regel steunt op het fenomeen dat de positieve kernlading die een elektron op een meer naar buiten gelegen schil ondervindt wordt afgeschermd door elektronen die dichter bij de kern zitten. 

## Berekening
De berekening van de kernlading start met de effectieve kernlading, die overeenkomt met het atoomnummer (Z) van het element. De effectieve kernlading Z* wordt dan berekend als volgt:
{\displaystyle Z^{*}=Z-\sigma }
Daarin stelt σ de afschermingsfactor voor. Deze hangt af van het aantal elektronen die zich op een welbepaalde schil bevindt. De factor wordt als volgt berekend:
- Een bepaald elektron op een gegeven schil n wordt in beschouwing genomen.
- Indien nog andere elektronen op schil n aanwezig zijn, dan wordt per extra elektron een afscherming van 0,35 veroorzaakt.
- Per elektron op schil n - 1 wordt een waarde van 0,85 afgetrokken en voor alle andere elektronen dichter bij de kern (vanaf n - 2) wordt een waarde van 1 als afscherming genomen.
- De som van de bekomen waarden is de totale afschermingsfactor.

### Voorbeeld
Het element kalium wordt in beschouwing genomen: het atoomnummer is 19 en het element telt 4 schillen. De invloed op het enige valentie-elektron wordt dus berekend volgens de bovengenoemde regels:
- Op schil n bevindt zich geen ander elektron, dus daar hoeft geen rekening mee te worden gehouden (een elektron schermt zichzelf niet af)
- Op schil n - 1 bevinden zich 8 elektronen, dus 8 × 0,85 levert een afscherming van 6,8
- Op schillen n - 2 en verder bevinden zich samen 10 elektronen, dat levert dus een afscherming van 10

De totale afschermingsfactor voor het valentie-elektron in kalium is dus:
{\displaystyle \sigma =6,8+10=16,8}
Dus de effectieve kernlading is dus gelijk aan:
{\displaystyle Z^{*}=19-16,8=2,2}